# 흐르펠레코지나

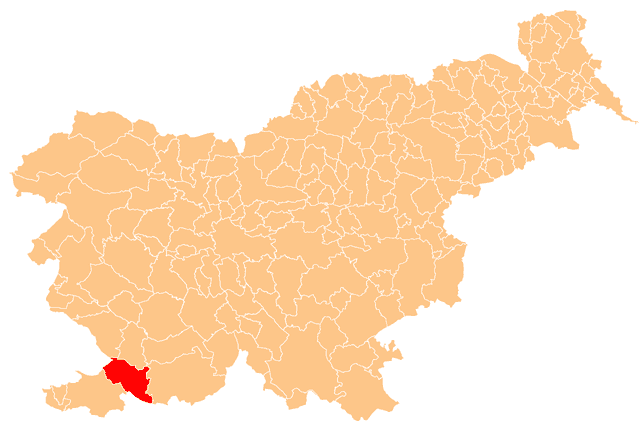
흐르펠레코지나의 위치

흐르펠레코지나(슬로베니아어: Hrpelje-Kozina, 독일어: Herpelle-Gossdorf 헤르펠레고스도르프[*])는 슬로베니아의 도시로 면적은 194.9km2, 인구는 4,053명(2002년 기준), 인구 밀도는 20.8명/km2이다.